# The Book of Shanghai
The Book of Shanghai (deutsch Das Buch von Shanghai) ist eine Anthologie aus zehn Geschichten verschiedener chinesischer Schriftsteller, bearbeitet von Dai Congrong und Jin Li und veröffentlicht am 14. September 2020. Es ist das vierzehnte Buch der Reihe Reading the City (deutsch Städte lesen), jeweils fokussiert auf Geschichten aus und über eine bestimmte Stadt, in diesem Fall ist es Shanghai in China.

## Geschichten
- Ah Fang's Lamp vom Wang Anyi, übersetzt von Helen Wang
- Snow von Chen Danyan, übersetzt von Paul Harris
- Bengal Tiger von Xia Shang, übersetzt von Lee Anderson
- Woman Dancing under Stars von Teng Xiaolan, übersetzt von Yu Yan Chen
- The Novelist in the Attic von Shen Dacheng, übersetzt von Jack Hargreaves
- The Story of Ah-Ming von Wang Zhanghei, übersetzt von Christopher MacDonald
- The Lost von Fu Yuehui, übersetzt von Carson Ramsdell
- Transparency von Xiao Bai, übersetzt von Katherine Tse
- Suzhou River von Cai Jun, übersetzt von Frances Nichol
- State of Trance von Chen Qiufan, übersetzt von Josh Stenberg

## Hintergrund
Die Universität Manchester, deren Konfuzius-Institut für die Anthologie verantwortlich ist, schrieb über die Geschichten, dass diese eine literarische Entdeckung einer der größten Städte auf der Welt seien („literary exploration of one of the world’s biggest cities“), deren Charaktere durch ihre Entschlossenheit definiert werden, insbesondere die Weigerung in einer Stadt verloren zu gehen, welche sie sonst anonym, unverbunden oder alleine zurücklassen würde („defined by their determination – a refusal to lose themselves in a city that might otherwise leave them anonymous, disconnected or alone“). Karen Wang, Direktorin des Konfuzius-Instituts, fügte hinzu, sie hoffe, dass die Anthologie einen Einblick in die gegenwärtigen Sorgen und Gedanken der Bevölkerung biete („allows an insight into the present concerns and thoughts of local residents“).

## Kritik
Susan Blumberg-Kason schrieb im Asian Review of Books, dass die Kurzgeschichten alle einem gemeinsamen Thema von Einsamkeit und Isolation folgen, egal ob beabsichtigt oder nicht („these stories all follow a common theme, whether intentional or not, of loneliness and isolation“). Nach einer Diskussion von Woman Dancing Under Stars und The Story of Ah-Ming, wobei letztere als berührende Geschichte („touching story“) bezeichnet wird, schreibt sie, diese seien insbesondere schwerwiegend für die ältere Bevölkerung, insbesondere in einer dichten Stadt wie Shanghai („is especially serious for the elderly, particularly in a dense city like Shanghai“). Viele der Kurzgeschichten haben jedoch auch jüngere Charaktere, deren Einsamkeit aber nicht weniger greifbar ist („many of the other stories feature younger characters, but their loneliness is no less palpable“), wobei The Lost die erinnerungswürdiste unter ihnen sei. Insgesamt sei es hart jemanden zu finden, der Shanghai wirklich kennt, doch die Sammlung sei ein Start. („It is hard to find anyone who really knows Shanghai. This collection is a start.“)
Mark schrieb für die Universität Exeter, dass die Sammlung eine Palette an erinnerungswürdigen Charakteren („array of memorable characters“) in unterschiedlichen Situationen umfasst. Es werde die tiefe Spaltung zwischen dem menschlichen Erlebnis und dem Fortschritt der Technologie beleuchtet („highlight[s] the deep rift between human experience and the advance of technology“), wodurch insbesondere Einsamkeit ein wiederkehrendes Thema sei. Insbesondere habe The Novelist in the Attic eine Spur des Surrealen, was die außerweltlichen Eindrücke der trüben labyrinthartigen Straßen widerspiegele („a touch of the surreal, mirroring the other-worldly sense of the murky labyrinthine streets“), genau wie die anderen Geschichten der Sammlung. Insgesamt komme die Stadt in den Geschichten in manchmal beunruhigenden Art und Weise zum Leben und wimmele von tiefgründigen Reflexionen, eigenwilligem Humor und beunruhigenden Beobachtungen („teeming with profound reflections, offbeat humour and unsettling observations“).